# 요한의 콤마

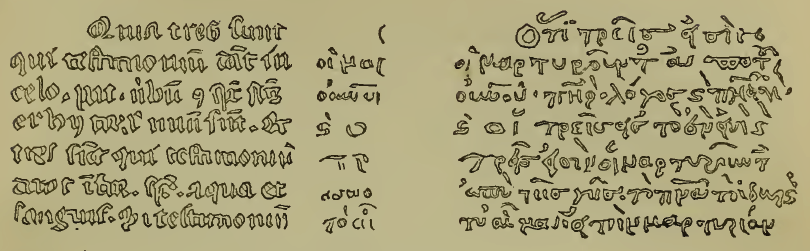

요한의 콤마는 신약성경 요한의 첫째 편지 5장 7절에 나오는 부분이다. 삼위일체를 명시하는 내용이다.
"For there are three that bear record in heaven, the Father, the Word, and the Holy Ghost: and these three are one." (흠정역 성경 요한일서 5장 7절)
그리스어 성경 원본에는 없었는데 불가타역에서는 들어가 있었고 데시데리위스 에라스뮈스의 성경 초판에는 없었으나 2판에는 들어가 진위 논란이 있다. 한국 개신교의 개역한글판 성경에서는 반영하지 않았다.

## 같이 보기
- 본문 비평
- 데시데리위스 에라스뮈스
- 아이작 뉴턴
- 마르코의 복음서 16장
- 요한복음 5장
- 주기도문
- 최후의 만찬